# Antonín Šváb
Antonín Šváb (12. června 1932 – 21. listopadu 2014) byl československý jezdec na ploché dráze a cyklista. Jeho syn Antonín (* 1974) je bývalý jezdec na ploché dráze.

## Závodní kariéra
Začínal s cyklistikou. V roce 1955 a 1956 se zúčastnil cyklistického závodu míru, který s družstvem v roce 1955 vyhrál. Ale v roce 1958 ho v Kolíně zlákala plochá dráha. Od roku 1960 pracoval v Divišově v Jawě. Později byl dlouholetým členem pražské Rudé hvězdy. Je čtyřnásobný mistr republiky na ploché dráze. První titul získal v roce 1966. V roce 1962 vybojovat třetí místo na Zlaté přilbě v Pardubicích.